# Chiesa di Scozia

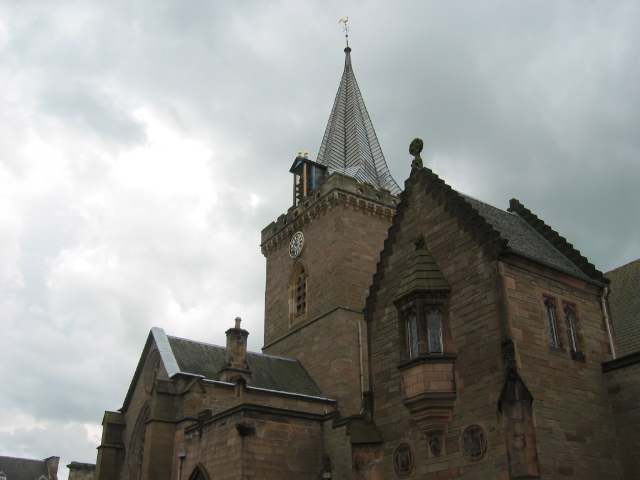
St. John's Kirk, a Perth

La Chiesa di Scozia (gaelico scozzese: Eaglais na h-Alba, inglese: Church of Scotland conosciuta informalmente come The Kirk) è la Chiesa nazionale della Scozia. È una chiesa presbiteriana.
Tale Chiesa traccia le proprie radici nella cristianità medievale scozzese, ma la sua identità si riconduce principalmente alla Riforma del 1560, guidata dal teologo John Knox, tornato nel 1559 in patria da Ginevra.

## Storia
Come già detto la Chiesa di Scozia riconduce la propria storia ai tempi del cristianesimo medievale scozzese, ma è con la Riforma del XVI secolo, ad opera in primo luogo di John Knox, che viene data alla Chiesa una nuova identità che perdura tuttora. In quel secolo la Chiesa di Scozia ruppe il proprio legame con Roma, basandosi sui principi elaborati da Giovanni Calvino. 
Nel 1560 il Parlamento Scozzese abolì la giurisdizione papale e approvò la Confessione di Fede di Calvino, ma non accettò molti dei principi contenuti nel First Book of Discipline di Knox.
Il Reformation Settlement del 1560 non venne ratificato per molti anni dalla Corona e la questione rimase irrisolta. Nel 1572 il giovane Giacomo VI di Scozia (aveva 6 anni, divenne poi anche Re d'Inghilterra con il nome di Giacomo I d'Inghilterra all'età di 37 anni) approvò le leggi del 1560, ma il Concordato di Leith autorizzò la Corona a nominare i vescovi con l'approvazione della Chiesa scozzese. 
Lo stesso John Knox non aveva una chiara idea sul concetto di vescovo, preferendogli un nuovo nome, superintendent; in risposta al Concordato però nacque un partito presbiteriano capeggiato da Andrew Melville, autore del Second Book of Discipline.
Melville e i suoi seguaci ebbero un temporaneo successo grazie all'approvazione del Golden Act nel 1592, con il quale era il parlamento ad approvare le presbyterian court. Re Giacomo era convinto dell'incompatibilità del presbiterianesimo con la monarchia, dichiarando, quando divenne nel 1603 Re d'Inghilterra, la famosa frase: "No bishop, no king", tornando così al sistema episcopale. Alla sua morte nel 1625 la Chiesa di Scozia aveva vescovi ed arcivescovi. Le Assemblee Generali si incontravano soltanto nei luoghi e nei tempi approvati dalla Corona.
Carlo I ereditò un accordo in Scozia basato sul compromesso tra dottrina calvinista e prassi episcopale, ma, in assenza dell'abilità politica del padre, la situazione diventò sempre più precaria. Contrario alla "sobrietà" del culto, cercò di introdurre quello della pratica della Chiesa Alta (High church) in uso in Inghilterra e che in Scozia è detto High Kirk. Punto centrale di questa strategia fu il Prayer Book del 1637. Nel 1638 un gran numero di scozzesi firmo' il National Covenant contrari al Prayer Book ed alle innovazioni liturgiche che non fossero prima state approvate da liberi Parliaments and General Assemblies of the Church. Nel novembre del 1638 l'Assemblea Generale di Glasgow, la prima ad incontrarsi dopo venti anni, non solo dichiarò il Prayer Book illegale, ma andò avanti ad abolire l'ufficio di vescovo. La Chiesa di Scozia si fondò così su un sistema presbiteriano. Il tentativo di Carlo di resistere a questa evoluzione portò allo scoppio delle Guerre dei Vescovi (Bishops' Wars). Nelle successive guerre civili i covenanti si schierarono con i parlamentari inglesi. Entrambi adottarono la Westminster Confession of Faith.
Dopo la Restaurazione inglese (English Restoration), in Scozia venne reintrodotto il sistema episcopale, causando forte scontento, in particolare nel sud-ovest del paese, dove era più forte la tradizione presbiteriana. Dopo la Gloriosa Rivoluzione del 1688, nel 1690 fu ripristinato il sistema presbiteriano, alla base ancora oggi del sistema di governo della Chiesa di Scozia (i vescovi vennero privati del loro potere e di tutti i beni ecclesiastici, ma questo provocò la nascita della Chiesa episcopale scozzese che venne però perseguitata penalmente per oltre un secolo a causa del suo sostegno alla causa dei legittimisti cioè dei sostenitori di Giacomo II Stuart e dei suoi discendenti). 
Rimaneva comunque controverso il rapporto tra la Chiesa di Scozia e la civil law della Scozia. L'interferenza delle corti nelle decisioni della Chiesa, in particolare nella nomina dei ministri, portò alla scissione di diversi gruppi fin dal 1733, culminando nello scisma del 1843 (Disruption of 1843), quando 450 ministri lasciarono la Chiesa per dar vita alla Libera Chiesa di Scozia (Free Church of Scotland).
Negli anni '20, con l'approvazione da parte del Parlamento Britannico del Church of Scotland Act, venne riconosciuta la piena indipendenza della Chiesa di Scozia nelle materie spirituali. Questo permise, nel 1929, alla Chiesa di riunirsi con la United Free Church of Scotland (nata dall'unione della United Presbyterian Church of Scotland e dalla maggioranza della Free Church of Scotland nel 1900) risanando in parte gli scismi del periodo precedente.
Alcune denominazioni rimasero comunque separate. Esse sono attualmente: la Free Church of Scotland (formata da coloro che rifiutarono l'unione con la United Presbyterian Church nel 1900), la United Free Church of Scotland (formata dalle congregazioni che rifiutarono l'unione del 1929), la Free Presbyterian Church of Scotland (uno scisma della Free Church of Scotland risalente al 1893), le Associated Presbyterian Churches (uno scisma della Free Presbyterian Church of Scotland negli anni '80 del XX secolo) e la Free Church of Scotland (Continuing) (uno scisma della Free Church of Scotland del 2000). Dalla tradizione presbiteriana scozzese (soprattutto in seguito alla Plantation of Ulster) deriva anche la principale congregazione protestante in Irlanda del Nord, ossia la Presbyterian Church in Ireland.

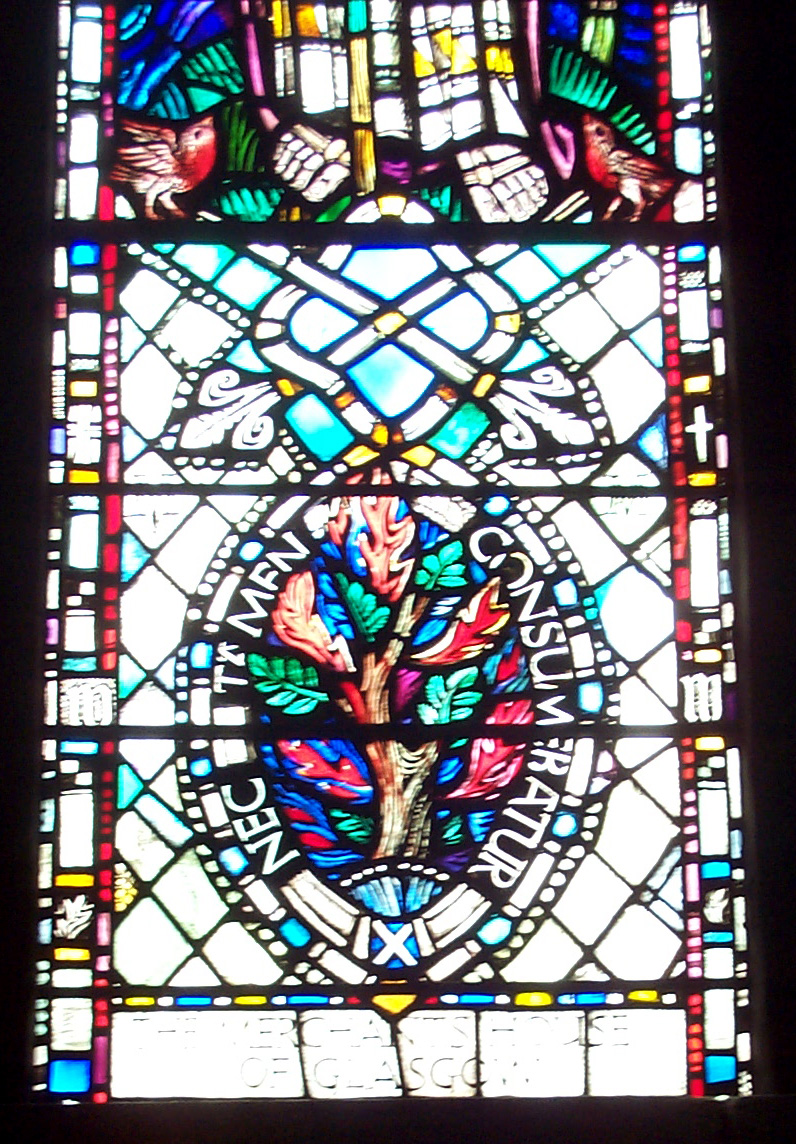
Vetrata della St. Mungo's Cathedral a Glasgow, con il roveto ardente ed il motto "nec tamen consumebatur"

## Teologia e pratica
La base della Chiesa di Scozia è la Parola di Dio contenuta nelle Scritture nel Vecchio e Nuovo Testamento. Riconosce la Confessione di fede di Westminster, lasciando comunque libertà di opinione nelle questioni che non rientrano nella sostanza della fede (art. 2 e 5).
La Chiesa non ha un libro di preghiere obbligatorio, ma ha invece un innario (la quarta edizione è stata pubblicata nel 2004) ed un Book of Common Order.
In comune con altre denominazioni protestanti la Chiesa di Scozia riconosce due sacramenti: Battesimo e Santa Cena. La Chiesa battezza sia credenti adulti sia bambini figli di famiglia cristiana. La Santa Cena è aperta a cristiani di tutte le denominazioni e non solamente ai membri della Chiesa di Scozia, senza precondizioni. Tradizionalmente la Santa Cena avviene molto raramente nella Chiesa di Scozia, solamente tre o quattro volte l'anno, ma la pratica oggi varia molto. Alcune congregazioni la celebrano una volta al mese.
La Chiesa è una chiesa riformata (secondo la tradizione calvinista) e fa parte dell'Alleanza Mondiale delle Chiese Riformate. Comunque la già citata antica decisione di libertà di opinione nelle questioni che non rientrano nella sostanza della fede lascia una relativa tolleranza a diverse posizioni teologiche, siano esse più liberali o conservatrici, nella dottrina, etica ed interpretazione della Scrittura.

## Posizione della Chiesa nella società
La Chiesa di Scozia conta circa 1 400 ministri attivi e 1 200 congregazioni. I suoi iscritti ufficiali rappresentano circa il 6,0% della popolazione scozzese (325 695), nel dicembre 2018; il 25,3% della popolazione scozzese si dichiarava fedele della Chiesa di Scozia.
Diversamente dalla Chiesa d'Inghilterra la Chiesa di Scozia non è una Chiesa di stato. The Kirk infatti, secondo la propria costituzione, riconosciuta da leggi del parlamento, gode di una totale indipendenza dallo stato nelle materie spirituali.
Il monarca britannico, quando è in Scozia, è un semplice membro della Chiesa (mentre è Supreme Governor of the Church of England). Il re è rappresentato da un Lord High Commissioner all'annuale Assemblea Generale della Chiesa di Scozia, a meno che non voglia presiedere lui stesso. Il ruolo è puramente formale.
La Chiesa mantiene una presenza in ogni comunità scozzese e serve non solo i membri, ma tutti gli scozzesi.
La Chiesa di Scozia ha svolto un ruolo-guida nell'educazione del popolo scozzese, per il suo desiderio che tutti fossero in grado di leggere la Bibbia. Attualmente però non controlla scuole, che sono state inserite nel sistema statale nella seconda metà dell'Ottocento.

## Governo e amministrazione
La Chiesa di Scozia è una Chiesa riformata dal punto di vista teologico e presbiteriana per l'aspetto organizzativo.

### Courteassembly
Come Chiesa presbiteriana non vi sono vescovi, ma è invece governata da anziani (elders) e ministri (chiamati collettivamente presbyters) che siedono in una serie di court. Ogni congregazione è guidata da una Kirk Session. Vi sono inoltre i Presbytery, a livello regionale.
Ogni maggio, ad Edimburgo, si riunisce la General Assembly.

### Moderator
Il moderatore (moderator), a livello locale, è normalmente il ministro della parrocchia. I Presbytery e l'Assemblea Generale eleggono un moderatore ogni anno. Il moderatore dell'Assemblea Generale è per un anno il rappresentante pubblico della Chiesa, ma non assume alcun potere o privilegio.

### Council
A livello nazionale, presso i Church of Scotland Offices, ad Edimburgo, si riuniscono i council:
- Church and Society Council
- Ministries Council
- Mission and Discipleship Council
- Social Care Council (presso Charis House, Edimburgo)
- Support and Services Council
- World Mission Council

### Church of Scotland Offices
I Church of Scotland Offices sono al 121 di George Street a Edimburgo.

## Chiesa di Scozia in Italia
In Italia vi è, a Roma, la Saint Andrew's Church of Scotland, della Chiesa di Scozia, costruita tra il 1880 ed il 1885.